# Fulvio Longobardi
Fulvio Longobardi (Roma, 3 marzo 1925 – Roma, 16 agosto 2001) è stato un critico letterario e scrittore italiano.

## Biografia
Studiò letteratura italiana all'Università di Roma con Giuseppe Ungaretti e collaborò a riviste quali Aut aut, Belfagor, Il Contemporaneo, Società. Importanti le due monografie dedicate ad Alberto Moravia (Firenze, La Nuova Italia, 1959) e Vasco Pratolini (Milano, U. Mursia, 1964). Scrisse anche un radiodramma, Vita di Poco (Torino, RAI Radiotelevisione italiana, 1968) e vinse nel 1962 il Premio Teramo per un racconto inedito.

## Opere principali
- La decimazione, Milano, Lerici, 1964
- La fine del mondo, Milano, Lerici, 1965